# Passiflora poeppigii
Passiflora poeppigii Mast. – gatunek rośliny z rodziny męczennicowatych (Passifloraceae Juss. ex Kunth in Humb.). Występuje endemicznie w Peru.

## Morfologia
PokrójZdrewniałe, trwałe, nagie liany.
LiściePodłużne, ścięte u podstawy. Mają 1,5–5 cm długości oraz 2–6,5 cm szerokości. Całobrzegie, z ostrym wierzchołkiem. Ogonek liściowy jest nagi. Przylistki są w kształcie sierpu.
KwiatyPojedyncze. Działki kielicha są owalne, białe. Są pozbawione płatków. Przykoronek ułożony jest w dwóch rzędach.